# Marseille (série télévisée)
Pour les articles homonymes, voir Marseille (homonymie).
Marseille est une série télévisée française en seize épisodes de 52 minutes créée par Dan Franck et diffusée entre le 5 mai 2016 et le 23 février 2018 sur Netflix.
Cette série est le premier programme français produit par Netflix. Elle a pour théâtre la mairie de Marseille. Les deux premiers épisodes sont diffusés gratuitement sur TF1 le 12 mai 2016 en raison d'un partenariat inédit entre Netflix et TF1. Les autres épisodes de cette saison seront diffusés à partir du 21 février 2018 sur la chaîne gratuite TF1 Séries Films.
Le scénario est écrit par Dan Franck. Pour la réalisation, Pascal Breton s'est entouré du réalisateur Florent-Emilio Siri.
La seconde saison de la série a été annoncée officiellement par Netflix en juin 2016 ; elle est diffusée depuis le 23 février 2018 en exclusivité sur Netflix.
Le 20 avril 2018, Netflix annonce l'annulation de la troisième saison de la série.

## Synopsis
Robert Taro est le maire emblématique de Marseille depuis 20 ans. Après une trahison politique il décide de se représenter et d'affronter Lucas Barrès, qu'il avait pourtant choisi comme successeur. Les deux candidats vont se livrer un combat sans merci au terme duquel un seul sortira vainqueur. Marseille met en scène une lutte au couteau entre les politiciens, les syndicats et les acteurs de l'ombre de la ville sur fond de trafic de drogues.

## Distribution

### Acteurs principaux
- Gérard Depardieu : Robert Taro, maire UPM de Marseille (saison 1) puis président du Sporting Marseillais et conseiller d'opposition (saison 2)
- Benoît Magimel : Lucas Barrès, premier adjoint de Robert Taro, dauphin puis rival du maire (saison 1), maire de Marseille (saison 2)
- Géraldine Pailhas : Rachel Taro, femme du maire, violoncelliste
- Nadia Farès : Vanessa d'Abrantès, présidente UPM du conseil départemental des Bouches-du-Rhône
- Natacha Régnier : Jeanne Coste, première adjointe de Lucas Barrès puis maire de Marseille, membre du Parti Français (saison 2)
- Stéphane Caillard : Julia Taro, journaliste à La Provence et fille de Robert et Rachel Taro

### Acteurs récurrents
- Hippolyte Girardot : Dr Jean-Michel Osmond, ami de Robert Taro
- Éric Savin : Pharamond, le rédacteur en chef de La Provence
- Daniel Njo Lobé : Fred, ancien flic et chauffeur de Robert Taro
- Pascal Elso : Pierre Chasseron, chef de file du Parti du Centre, ancien trésorier de l'UPM
- Lionel Erdogan : Alain "Costa" Costabone, directeur de cabinet de Robert Taro
- Nassim Si Ahmed : Selim (saison 1)
- Guillaume Arnault : Éric
- Hedi Bouchenafa : Farid, le caïd de la cité Félix Pyat
- Jean-René Privat : Ange Cosini (saison 1)
- Maruschka Detmers : Sabine Avery, la secrétaire générale de l'UPM (saison 1)
- Gérard Meylan : Michel Duprez, tête de liste PS à la mairie de Marseille
- Antoine Coesens : le représentant du promoteur immobilier (saison 1)
- Quentin Baillot : Guillaume Guénelon, n°2 du Parti Français
- Nozha Khouadra : Chaïma Joste, colistière de Robert Taro
- Carolina Jurczak : Barbara, assistante personnelle de Lucas Barrès et colocataire de Julia Taro (saison 1) puis employée à la communication du Sporting Marseillais (saison 2)
- Mourad Tahar Boussatha : Nasser (saison 1)
- Azize Kabouche : Bassem, propriétaire du Sporting Marseillais (saison 2)
- Vladimir Consigny : Driss, fils de Bassem (saison 2)
- Toussaint Martinetti : Jacques Monnier, directeur financier du Sporting Marseillais (saison 2)
- Sophie Payan : avocate du consortium (saison 2)
- Djinda Kane : Rubi Diabo, chef du club de supporters Massalia Force, institutrice à l'école Charles Péguy, copine de Barbara et amie de Rachel Taro (saison 2)
- Laurence Cormerais : procureure de Marseille (saison 2)
- Malik Elakehal El Miliani : capitaine de police (saison 2)
- Sarah Brooks : copine d'Ange Cosini (saison 1). Elle a par la suite mis en cause Gérard Depardieu pour agression sexuelle lors du tournage.

Plusieurs journalistes jouent leur propre rôle, comme Noémie Dahan, Patrick Cohen, David Pujadas, Olivier Truchot ou Michaël Darmon.

## Fiche technique
- Scénario : Dan Franck (saison 1) ; Philippe Pujol, Marie-Anne Le Pezennec et Thierry Aguila (saison 2)[6]
- Réalisation et showrunner : Florent Emilio-Siri (saison 1 et 2), Laïla Marrakchi (saison 2)[6]
- Sociétés de production : Netflix et Federation Entertainment
- Musique : Ya Sîdî d'Orange Blossom

## Épisodes

### Première saison (2016)
1. 20 ans
2. Homme de paille
3. Crocodile
4. Intox
5. Face à face
6. Liberté, égalité, sans pitié
7. A voté
8. La Lutte finale

### Deuxième saison (2018)
La deuxième saison a été tournée au printemps 2017, elle contient 8 épisodes et est diffusée à partir du 23 février 2018 sur Netflix uniquement.
1. Parjure
2. Emprise
3. Conquête
4. Résistance
5. Capitulation
6. Révélation
7. Abandon
8. Justice

## Production
Joris Evers, directeur de la Communication Europe de Netflix, a donné en mars 2015 lors du MWC de Barcelone des informations sur le planning de Marseille : « nous finissons l'écriture, le casting va démarrer prochainement, la production commencera cet été et la série sera sur Netflix avant la fin de l'année dans le monde entier ».
Le tournage a commencé le 31 août 2015. La série est disponible depuis le 5 mai 2016 sur Netflix.

## Promotion

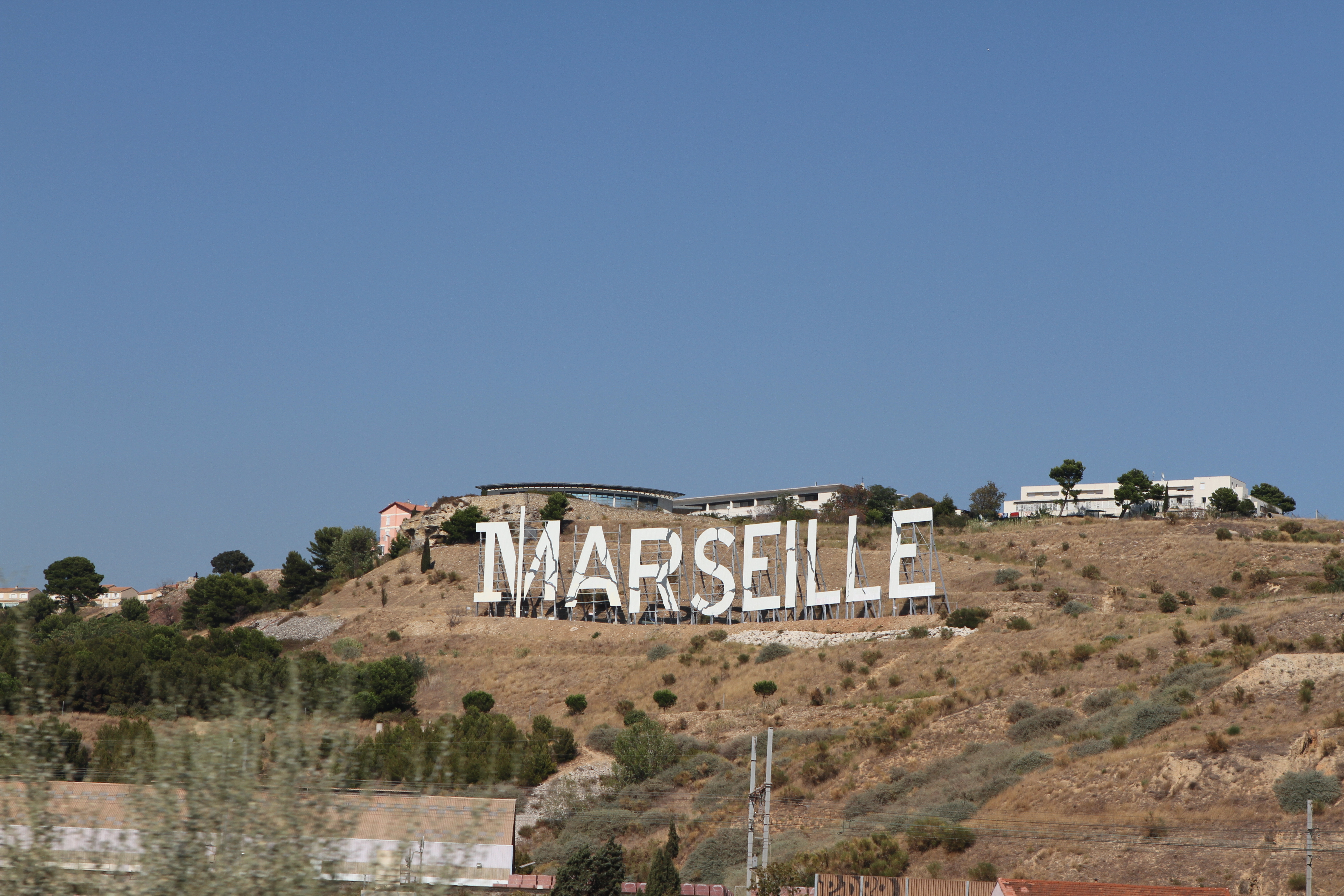
Panneau installé à Marseille par la société Netflix.

La municipalité fait installer les lettres de la ville stylisées selon le logotype de la série sur les hauteurs de la ville, dans le quartier de La Viste, à la façon du célèbre panneau Hollywood.

## Réalisme et satire de la politique française
- Si vous ne connaissez pas le sujet, laissez ce bandeau (vous pouvez alors contacter les auteurs).
- Si vous supprimez le contenu mis en cause (vous pouvez préalablement contacter les auteurs),

argumentez précisément cette suppression dans la page de discussion
(un manque de référence n'est pas un argument ; une recherche réelle de référence doit avoir été effectuée, être formellement documentée).
Dans le cadre d'une élection municipale, les deux partis politiques principaux mis en scènes dans la série sont l'UPM et le Parti de Gauche. Ils évoquent les deux grands partis politiques français l'UMP et le PS. Figure également le Parti français, évoquant le Front national. Les sondages d'opinion en vue des élections sont mis en scène de façon la plus réaliste possible, ainsi que le débat télévisé du second tour entre les deux candidats de « l'UPM », Taro et Barrès, à l'image de la tradition du débat télévisé du second tour de l'élection présidentielle française. Gravitent autour de cette mise en scène qui se veut réaliste des radios, des chaînes de TV, des journaux et des présentateurs puisés dans la réalité: David Pujadas présentant le journal de TF1, Patrick Cohen interviewant le personnage de Robert Taro, BFM TV, France 2, France 3, iTELE, l'émission radiophonique des Grandes Gueules mentionnée par le personnage de Lucas Barrès, France Info, le journal La Provence, etc. Le sport est aussi évoqué avec le club de foot local, le Sporting Marseillais, évoquant l'OM et les problèmes de paiement du stade rénové.
Les tactiques électorales controversées mises en scène dans la série sont elles aussi puisées dans le monde réel. C'est le cas des alliances entre deux partis politiques ayant pour but de remporter des élections. À l'image du personnage de Robert Taro s'alliant avec le personnage de Duprez, tête de liste socialiste, afin de remporter les élections municipales de la ville de Marseille, il est fréquent que les candidats politiques français procèdent à des alliances bipartisanes afin de remporter des élections, notamment à l'issue du premier tour d'une élection,,,,. Les tactiques électorales illégales mises en scène dans la série sont elles aussi inspirées de la réalité. C'est le cas de la fraude électorale dont use le personnage de Lucas Barrès,. Celui-ci, avec le support du mafieux Ange Cosini, fait murer les portes de certains bureaux de vote la veille des élections. Il diffuse aussi des bulletins de vote non conformes dans les secteurs votant majoritairement pour Taro, invalidant ainsi leurs votes. L'usage de tactiques électorales illégales a en effet été observé dans la réalité, comme en témoigne la jurisprudence du Conseil constitutionnel. C'est aussi le cas des manipulations illégales de votes, observées dans la réalité,,, et toujours orchestrés par Barrès, lorsque celui-ci, à l'aide de Cosini, influence illégalement des votes dans les cités marseillaises. S'il n'use pas de tactiques illégales, le personnage de Robert Taro, quant à lui, recourt à des vices de procédure lorsqu'il évince un candidat tête de liste la veille des élections.

## Accueil critique
L'accueil de la série par la presse française est extrêmement négatif. Pierre Langlais pour Télérama juge que cette première série française produite par Netflix est un « ratage tellement énorme qu'il en deviendrait presque fascinant » et qu'au lieu du thriller attendu, le public se retrouve devant un « soap maladroit ». Le jugement est tout aussi sévère pour Le Monde, qui évoque un « accident industriel », une « bouse », qui « ressemble à une série des années 1990 » et dans laquelle les acteurs ne sont pas dirigés, les dialogues ne fonctionnent pas et qui prend « les spectateurs pour des imbéciles ». L'AFP écrit que « le casting prestigieux peine à installer une intrigue, desservie par ses dialogues ». Pour Ouest-France, la campagne promotionnelle de la série ne propose que « du vent et un malaise palpable », flairant « l'ambition manquée et un projet bancal ». Le journaliste de Télé 2 semaines, Alain Carrazé, parle d'une « catastrophe », comparant la série à un « gros épisode de Plus belle la vie » ou à une « vieille saga de l'été des années 1990 ». Même critique pour L'Express, qui compare également la série à « une saga de l'été des années 1990 », plombé par son propos « très mélodramatique », une caractérisation des personnages trop chargée, un déséquilibre entre l'intrigue politique et l'intrigue familiale ainsi qu'une tendance « à multiplier les rebondissements plutôt que de creuser les émotions ». Les Inrockuptibles évoque une « catastrophe accumulant les clichés ». L'hebdomadaire décrit une série « aussi surfilmée que vide de sens et de capacité à émouvoir », mâtiné d'« un soupçon d’accent local raté, une dose de soleil brûlant, le tout arrosé d'un sexisme de base parfaitement vulgaire ». Le Figaro parle également de « ratage » et d'un « vulgaire mélo », comparant la série à une sorte de « Dallas phocéen érotico-démodé ». La faute à une « narration linéaire, formatée, dans la veine des sagas d’été des années 1990 », à la « vulgarité assommante des dialogues », des acteurs en roue libre et une mise en scène dans laquelle la ville « reste abstraite malgré de sublimes vues aériennes ». Beaucoup de ces mêmes critiques font références à des dialogues graveleux et vulgaires, compilés sur un tumblr. Le site AlloCiné, ayant recensé dix critiques presse, attribue à la série une moyenne de 1,7⁄5.
La presse étrangère ne se montre guère plus enthousiaste. Pour The Hollywood Reporter, Marseille « est très américain, mais dans le mauvais sens du terme », ajoutant que le produit est « calamiteux sur de nombreux points ». Le magazine américain incrimine des dialogues « mal assemblés » et « des fioritures musicales rappelant les telenovelas espagnoles ». Le journal allemand Die Zeit pointe les clichés véhiculés par la série et écrit que « les intrigues secondaires n'apportent pas plus de réalisme que l’histoire principale mais consolident les stéréotypes ». Le personnage joué par Benoît Magimel y est décrit comme « fatigant » et « finalement assez transparent ». La version italienne de Vanity Fair note que la série « ne tient pas la comparaison avec House of Cards, tant dans la qualité de sa production que par l'originalité de l'histoire » tandis que le journal anglais The Times parle d'un « thriller politique graveleux ». Le quotidien suisse Le Temps compare la série à « du TF1, millésime 1990 », ajoutant que « Marseille ne sent pas le large, ni le Sud, mais la poussière et la crème grasse, comme chez les vieux sous la pendule d'argent. Une odeur sèche et douce à la fois, rassurante, ennuyeuse ». Pour La Libre Belgique, la série « semble errer sans but ». Le journal note : « les dialogues sont répétitifs et parfois terriblement rabâchés. Boursouflée comme la grenouille de la fable, aussi digeste qu’une pièce montée pour mariage mégalomane, Marseille manque à la fois de fond et de conviction. Une chose reste incompréhensible : cette propension à inscrire au cœur de chaque épisode des résumés de ce qui vient de se dire entre deux personnages. Comme si le public avait le QI d'un bulot… ». Le journal néerlandais NRC Handelsblad, s'il souligne la crédibilité des acteurs et de leurs personnages, incrimine un récit qui ne parvient pas créer d'excitation et pointe la fadeur des dialogues.
Face à toutes ces critiques, Gérard Depardieu doute que le public les lise.
De son côté, le scénariste Dan Franck a dénoncé les libertés des réalisateur et producteur vis-à-vis de son scénario de la saison 1, dont il dit s'être senti « dépossédé », et il a exigé de n'être mentionné au générique que comme « créateur », renonçant à être crédité pour la direction artistique, le scénario et les dialogues.
Les critiques de la saison 2 sont légèrement meilleures, déclarant que l'aspect nanardesque est gommé, de même que les scènes de sexe complaisantes et l'accent de Magimel, mais pointent l'insipidité de la réalisation et du récit, certains journalistes en regrettent même les aspects involontairement comiques,,.

## Accueil du public
La série reçoit un meilleur accueil des internautes votants puisqu'elle obtient la note de 7,1 sur 10 sur IMDb, 3,2 sur 5 sur Allociné, et 3,3 sur 5 par des utilisateurs votants de Netflix et les premiers spectateurs lors de la projection en avant-première au palais du Pharo ont plutôt apprécié,.
Le premier épisode, diffusé en clair sur TF1 le 12 mai 2016, a rassemblé 4,4 millions de téléspectateurs (soit 19,8 % de part d’audience), ce qui classe TF1 leader de la soirée, malgré le mauvais accueil critique. Le second épisode rassemble lui 3,94 millions (soit 18,8 % de part d'audience)[réf. nécessaire].